# Phenylkupfer
Phenylkupfer ist eine metallorganische chemische Verbindung des Kupfers.

## Gewinnung und Darstellung
Phenylkupfer war die erste bekannte Organokupferverbindung und wurde 1923 zuerst von Reich durch Metathese von Phenylmagnesiumiodid mit Kupfer(I)-iodid und 1936 von Henry Gilman (ebenfalls durch Metathese) aus Phenylmagnesiumiodid und Kupfer(I)-chlorid hergestellt.
Eine weitere Metathesenreaktion, die zu Phenylkupfer führt, ist die Reaktion von Phenyllithium mit Kupfer(I)-bromid in Ether.
{\displaystyle \mathrm {C_{6}H_{5}Li+CuBr\longrightarrow C_{6}H_{5}Cu+LiBr} }

## Eigenschaften
Phenylkupfer ist ein farbloser Feststoff, der löslich in Pyridin ist. Er kann einige Tage unzersetzt unter Stickstoff oder im Vakuum aufbewahrt werden. An Luft erfolgt rasche Zersetzung. Durch Wasser erfolgt Zersetzung unter Bildung von rotem Kupfer(I)-oxid sowie wechselnder Mengen Benzol und Biphenyl. Es bildet mit Tributyl- und Triphenylphosphin stabile Komplexe.
Phenylkupfer ist in fester Form ein Oligomer. Gelöst in Dimethylsulfid liegt es als Mischung des Trimers und des Tetramers vor.